# Arctia bruyanti
Arctia bruyanti är en fjärilsart som beskrevs av Dufour 1922. Arctia bruyanti ingår i släktet Arctia och familjen björnspinnare. Inga underarter finns listade i Catalogue of Life.